# Ewa Markiewicz
Ewa Maria Markiewicz (ur. 1956, zm. 30 lipca 2022) – polska fizyk, dr hab.

## Życiorys
W 1979 ukończyła studia  elektroniki w Politechnice Wrocławskiej, 23 listopada 2006 obroniła pracę doktorską Własności elastyczne, piezoelektryczne i dielektryczne tlenoboranu gadolinowo-wapniowego, 28 marca 2017 habilitowała się na podstawie pracy zatytułowanej Wpływ nieporządku strukturalnego na własności dielektryczne perowskitów tlenkowych i wielofazowych układów polimerowych.
Była zatrudniona na stanowisku adiunkta w Instytucie Fizyki Molekularnej PAN.
Pochowana na cmentarzu nowofarnym w Wągrowcu.